# Odontaster validus
Odontaster validus Koehler, 1906 è un echinoderma della famiglia Odontasteridae.
È una stella marina rossa diffusa in Antartide.